# 杉山愛
杉山愛（日语：／ Sugiyama Ai，1975年7月5日—），出生于神奈川县，日本女子职业网球运动员。她身高1米63，体重55公斤，以右手持拍，反手则以双手击球，并以步法灵活而著称。她在WTA世界女子单打选手中的排名最高曾达到第8，而最高双打排名则为第1。
杉山连续62次參加大滿貫，獲得吉尼斯世界紀錄認證。